# Subprefectura de São Miguel Paulista
La subprefectura de São Miguel Paulista es una de las 32 subprefecturas de la ciudad de São Paulo, siendo regida por la Ley Nº 13,999 del 1 de agosto del 2002.
Está conformada por tres distritos: São Miguel Paulista, Jardim Helena y Vila Jacuí que sumados representan un área de 24.3 kilómetros cuadrados y una población de 377,540 habitantes.